# Rheocricotopus rigida
Rheocricotopus rigida är en tvåvingeart som först beskrevs av Oskar Augustus Johannsen 1932.  Rheocricotopus rigida ingår i släktet Rheocricotopus och familjen fjädermyggor. Inga underarter finns listade i Catalogue of Life.